# Probe Noscitis
Probe Noscitis  è una enciclica di papa Pio IX, pubblicata il 17 maggio 1852, e scritta all'Episcopato della Spagna, con la quale il Pontefice esprime la propria soddisfazione per l'accordo raggiunto con la regina Isabella II; in forza di esso la Chiesa potrà nuovamente esercitare liberamente la propria missione; invita pertanto a convocare i Sinodi Diocesani ed a preparare impegnativamente i giovani chierici ai compiti sacerdotali.